# 潜艇领袖
潜艇领袖（Führer der Unterseeboote/ FdU）职位是德国海军给予某一战区的U型潜艇部队高级指挥官的职务。第一次世界大战中的第一次世界大战以及第二次世界大战中的納粹德國海軍都曾任命过几名潜艇领袖。1930年代，随着德国重整军备，潜艇领袖职位被重新引入海军，1936年1月至1939年10月17日间的潜艇领袖只有一位，就是卡尔·邓尼茨。